# Marta Cardona Ahumada
Marta Cardona Ahumada (Gratallops Priorat, 15 de setembre del 1982) és una violinista clàssica del Priorat. Malgrat que s’ha format en la música clàssica, quan té oportunitat de sumar-se a projectes musicals contemporanis, hi participa. Va estudiar al Liceu de Barcelona –on li van donar el Premi d’Honor del Conservatori Superior de Música del Liceu–. D'ençà del 2022, és la concertino de l'Orquestra Simfònica del Vallès.

## Biografia
Tot i que treballa entre Sabadell i Barcelona, la Marta viu a Falset, amb la seva parella en Miquel Àngel Cordero, contrabaixista, i els seus dos fills. Ha fet 100 concerts i 137 assajos amb la seva filla dins de la seva panxa i encara més amb el seu fill. Sovint practica a fora, a l’aire lliure. Tot i que Falset i el Priorat són lluny d'on treballa, la Marta prefereix fer molts quiilòmetres per arribar fins a casa.

### Aparença
La Marta té una cabellera llarga i rossa. És somiadora i quasi sempre va vestida de negre. Igual que la seva àvia, quan amenaça a tempesta, la Marta “surt a perseguir tempestes”. Quan tothom fuig cap a casa perquè el cel es posa gris, aleshores la Marta surt a passejar. A més, li agrada sortir d’excursió al vespre. Quan cau el sol, surt i torna a casa cap a la mitjanit. O sigui, que la Marta és somiadora, duu una llarga cabellera rossa, vesteix de negre, persegueix tempestes i surt al bosc a la nit. Així, quan algun infant l’assenyala dient, “una bruixa!” no se li fa estrany.

### Formació musical
La Marta Cardona s'inicia en el món de la música gràcies al seu pare, que era clarinetista, saxofonista i tenorista d’una orquestra de ball i de cobla de sardanes. El pare, que de professió era sabater, també tocava el clarinet clàssic i dedicava moltes hores setmanals a l’estudi de les partitures. Era un apassionat de l’òpera i sempre en posava als fills quan les feien per la televisió. En aquestes transmissions d’òpera per televisió la Marta descobreix el violí. Així que, després d’haver estudiat llenguatge musical uns anys amb el seu pare, al set anys escull el violí enlloc d’un instrument de vent com el que tocava el seu pare. Encara avui amb 40 anys té una relació molt especial amb el seu violí històric, un Francisco Espanya del 1848 fet a Barcelona.
Continua estudiant a l'Escola de Música de Móra d'Ebre amb el seu quart de violí. Allà coneix l'Oriol Aimat, en Jaume Fraga i l'Albert Carbonell, músics com ella i amb els que encara manté una relació d'amistat. En aquesta època de la seva vida que els seus pares s'impliquen molt en el seu procés de formació musical i això l'ajuda a romandre motivada. És a Móra d'Ebre que té la seva primera experiència musical i viatja d’intercanvi a Praga.
Per preparar-se per l’examen d’entrada al Conservatori del Liceu assisteix a classes particulars amb en Xavier Turull, però abans d’anar al Liceu estudia amb la Isabel Vilar a Salamanca. Amb la professora Vilar, que coneix en un curs d’estiu, treballa intensivament la mà de l'arquet. Tant és així que els primers tres mesos de treball amb ella, la Marta només fa  tècnica de mà dreta.
Quan és hora de cursar estudis superiors, la seva mare insisteix que faci carrera ja que la vida dels músics no és prou estable. Així que es matricula a la facultat de psicologia però deixa aquests estudis ben aviat. Tant bon punt s'adona que ella vol ser violinista. Després d’estudiar amb l'Eugeni Grach i rebre el Premi d’Honor del Conservatori Superior de Música del Liceu, marxa de Catalunya. Estudia postgraus en els conservatoris de Brussel·les i de Rotterdam i a la Universität Mozarteum de Salzburg. A Bèlgica rep classes amb l'Ígor Óistrakh, fill del famós David Óistrakh, violinista ucraïnès de l’escola russa. Tot i que ella no s’identifica amb l’escola russa creu que de tots els mètodes se'n poden aprendre coses. També viatja a Israel per seguir la seva formació, però degut a la situació política no s'hi sent còmoda i per això va decideix tornar cap a Europa.
Al Codarts de Rotterdam, Holanda, la Marta escolta en Gordan Nikolic. En aquella ocasió, en Nikolic s'oblida de la partitura i la xiula fins que torna a recordar les notes, en acabar el concert, la Marta li demana que li doni classes. En Nikolic accepta, però amb la condició que la Marta es traslladi fins allà on ell està interpretant per cada classe. Així que viatja a Berlín, París i Londres per rebre les seves classes.
Ben aviat es presenta a les proves per entrar a la Nederlands Kamerokest, després de varies proves, l'accepten. Sota la batuta d’en Nikolic, la Marta aprèn a “pensar que tot pot ser i tot no pot ser” i altres lliçons gràcies als originals mètodes del director. Per exemple, un dia en Nikolic decideix que l’orquestra ha de començar a tocar la peca “sense començar”. L’orquestra de cambra practica tot el matí a “començar sense començar” i no assagen les altres parts del concert. Després de moltes hores d’assaig no resolen el problema. A l’hora del concert, en Nikolic entra a l’escenari i es posar a tocar sense que cap dels músics estiguin asseguts al seus respectius faristols. Els membres de l’orquestra de cambra, aleshores, entren a l’escenari tant ordenadament com poden i es posen a tocar, com si ho haguessin assajat així. En Nikolic assoleix el seu propòsit, el concert comença sense començar.
La Marta no s’identifica amb cap escola ni cap gènere musical perquè, com a músic del segle XXI, assegura que té “la fortuna de poder gaudir de molts intèrprets i d’escoltar moltes versions de les mateixes peces”. Encara així, és especialista en música de simfònica i de cambra, però considera que qualsevol ocasió és adequada per provar nous estils, gèneres i maneres de tocar.

### Violí
Des del 2005, la Marta toca un violí històric, un Francisco Espanya del 1848 fet a Barcelona. És un violí inusual, ja que té una caixa de ressonància més gran d'allò que es considera normal en un violí. El musicòleg Joan Vives afirma que el Francisco Espanya de la Marta és un instrument amb tanta personalitat com la músic que el toca.
Té una sonoritat gruixuda i això fa que el seu so s’assembli més al d’una viola. Això és degut al fet que tres de les quatre cordes que porta són de viola, i només la corda mi és de violí. El luthier David Bagué diu que el seu violí de “és com una galeta, que l’apretes i es trenca”, fent referència a la extremada delicadesa de l’instrument.
Peces preferides
Una de les peces que fa servir recurrentment per fer audicions o proves a orquestres és el Concert per a violí i orquestra no. 1 de Prokokief. Explica que aquesta obra és el seu amulet personal, ja que amb ella ha guanyat places en orquestres, tant de cambra i com simfòniques. La característica principal d’aquest concert són els canvis de velocitat i canvis de tempo.
La Simfonia no.7 de Beethoven també és una constant en les audicions de la Marta. A més és la peça que va sonar en el seu casament.

### Vida professional
La Marta és una intèrpret que considera la música universal. No li agrada tancar-se a cap projecte ni a cap estil ni gènere musical. Tant pot emocionar-se tocant una simfonia de Beethoven com un tango o música flamenca.
La Marta ha guanyat plaça a moltes orquestres d'arreu, a molts grups de música de cambra i ha anat de gira per la Xina, Japó, Rússia i Sud Amèrica. Ha estat a la Jove Orquestra de la Unió Europea, la Gustav Mahler Jugend Orchester, la Nederlands Kammerorkest. A més ha estat convidada com a concertino de l'Orquestra del Gran Teatre del Liceu, a l'Orquestra Simfònica del Vallès, amb la Scottish Chamber Orchestra, la Kammart Ensemble, l'Orquestra del Penedès, l'Orquestra de Cadaqués, l'Orquestra Simfònica de Galicia, la Schubertíada de Vilabertran, la Camerata 432 i Barcelona 216.
Malgrat que li atrau tocar de concertino, quan toca a la darrera fila també ho dona tot. En posicions de lideratge li agrada saber com pot ajudar als seus companys. La Marta diu que les coses difícils són les més motivadores perquè així sap que si se’n surt n’estarà molt contenta. Sempre li han motivat els reptes i creu que és important complicar-se la vida per créixer.

## Discografia
| Any gravació | Compostitor / Obres | Intèrprets | Format           |
| ------------ | --- | --- | ---------------- |
| 2013         | “Volveremos a quedar” ”No os lo he dicho todo” | Albert Carbonell Nayade Martínez Mario Lisarde |                  |
| 2014         | Un món entre dos terres de Xavier Pagès | Cantània - Jordi Cornudella, clarinet - Esteve Colomer, contrabaix - Miriam Plas, flauta - Carme Garrigó, percussió - Pilar Subirà, percussió - Quim Cornudella, piano - Marta Cardona, violí - Amparo Lacruz, violoncel - Vicenta N’Dongo, narradora - Toni Marisol, baríton | Concert auditori |
| 2016         | Obres de Debussy, Ravel, Roussel i Timon | - Esther Piñol - Marta Cardona |                  |
| 2017         | Dvorak quintet per a piano nº2, op 81 | |                  |
| 2017         | Variacions Goldberg Bwv 988, N.9 a 1 Ave Maria D.839, OP 52 Num.6 “Waltz B Flat Major, Op. 39 No. 15” Gioconda, “Dansa de les Hores: Acte III” Variació Goldberg, BWV N.13 a 12 Les Quatre Estacions, “Hivern: Alegro Non Molto” Variació Goldberg, BWV N.7 Ovvero 2 Clav “Trumpet Voluntary” El Carnaval dels Animals Variació Goldberg, BWV 988, N.1 a 1 Cavalleria Rusticana: “Intermezzo” | Merlí. Ultima temporada (Música Original de la Sèrie) - Anna Cassú - Frédéric Descargues - Marta Cardona | Apple music      |
| 2018         | “Bats and butterflies” | Morphose Ensemble |                  |
| 2018         | Els immortals del cinema “Bandes sonores de moltes pel·lícules” | Quartet de la OSV - Liam Neeson - Salvador Vidal - Mel Gibson - Harrison Ford - John Travolta - Ed Harris - Marta Cardona - Gloria Casanovas - Olga Mensenin |                  |
| 2019         | Cartes a Julieta d'Elvis Costelló | Quartet de la OSV - Marta Cardona - Maria González - Joan Fèlix - Sandrine Robillard - Andreu Gallen |                  |
| 2019         | “Deja vu” | - Mayte Martín | CD Album         |
| 2020         | Querencia | - Mayte Martín | CD Album         |
| 2021         | CLAMOR | - Marcel Bagés - Maria Arnal | CD Album         |
| 2021         | “Concert No. 3 op. 81” de Mozart | - Mata Cardona | Youtube          |
| 2021         | “Falsetiana” Miquel Àngel Cordero | Priorart Ensemble - Marta Cardona - Miquel Àngel Cordero - Oriol Aymat - Jordi Molina - Marc García |                  |
| 2022         | “Somni” | Priorart Ensemble |                  |
| 2022         | “Rosa de St. Jordi” | Priorart Ensemble |                  |
| 2022         | Tangos, boleros i cançons catalanes | Duet Montsant - Miquel Àngel - Marta Cardona |                  |

## Reconeixements
Premi d’honor del Conservatori Superior de Música del Liceu